# Frane Vojković
Frane Vojković (ur. 20 grudnia 1996 w Splicie) – chorwacki piłkarz, grający na pozycji pomocnika.

## Kariera piłkarska

### Kariera klubowa
Wychowanek klubu Hajduk Split, w barwach którego rozpoczął w 2015 karierę piłkarską. 31 sierpnia 2017 został wypożyczony do Cibalii Vinkovci. Od 16 lipca do końca 2018 grał na zasadach wypożyczenia w NK Rudeš. 30 lipca 2019 przeszedł do Karpat Lwów, gdzie grał do 19 grudnia 2019 roku.

### Kariera reprezentacyjna
Do 2013 występował w juniorskiej reprezentacji Chorwacji. Potem bronił barw reprezentacji U-19. W 2017 występował w młodzieżówce.

## Sukcesy i odznaczenia

### Sukcesy klubowe
Hajduk Split
- finalista Pucharu Chorwacji: 2016/17